# Musca domestica
La mosca doméstica o común (Musca domestica) es una especie de insecto díptero braquícero de la familia Muscidae. Es la mosca más común y habitual en la mayoría de los climas de la Tierra.
La hembra de la mosca doméstica suele aparearse una sola vez y almacena el esperma para su uso posterior. Pone lotes de unos cien huevos sobre materia orgánica en descomposición, como restos de comida, carroña o heces. Pronto eclosionan en larvas blancas sin patas, conocidas también como cresas. Tras dos a cinco días de desarrollo, estas sufren metamorfosis en pupas de color marrón rojizo, de unos 8 milímetros (0,3 plg) de largo. Las moscas adultas viven normalmente de dos a cuatro semanas, pero pueden hibernar durante el invierno. Los adultos se alimentan de diversas sustancias líquidas o semilíquidas, así como de materiales sólidos reblandecidos por su saliva. Pueden portar patógenos en el cuerpo y en las heces, contaminar los alimentos y contribuir a la progagación de las  enfermedades transmitidas por los alimentos, además de que, en número, pueden resultar físicamente molestos. Por todo ello, se consideran pestes.
Las moscas domésticas se han utilizado en el laboratorio para investigar el envejecimiento y la determinación del sexo. Las moscas domésticas aparecen en la literatura desde la mitología de la Antigua Grecia y El insecto impertinente de Esopo en adelante. Los autores a veces eligen la mosca doméstica para hablar de la brevedad de la vida, como en el poema de William Blake de 1794 "La mosca", que trata de la mortalidad sujeta a circunstancias incontrolables.

## Descripción
Su tórax es de color gris, con cuatro líneas longitudinales oscuras en el dorso. La parte inferior del abdomen es amarilla o anaranjada, ocasionalmente transparente a los lados y con una banda central oscura que se ensancha y cubre los últimos segmentos abdominales. Su cuerpo se encuentra cubierto de vellos. Los ojos compuestos son de color rojo. Las hembras son un poco más grandes que los machos y poseen un espacio mayor entre sus ojos. Poseen dos alas funcionales, habiéndose convertido el otro par en balancines o halterios que estabilizan el vuelo.

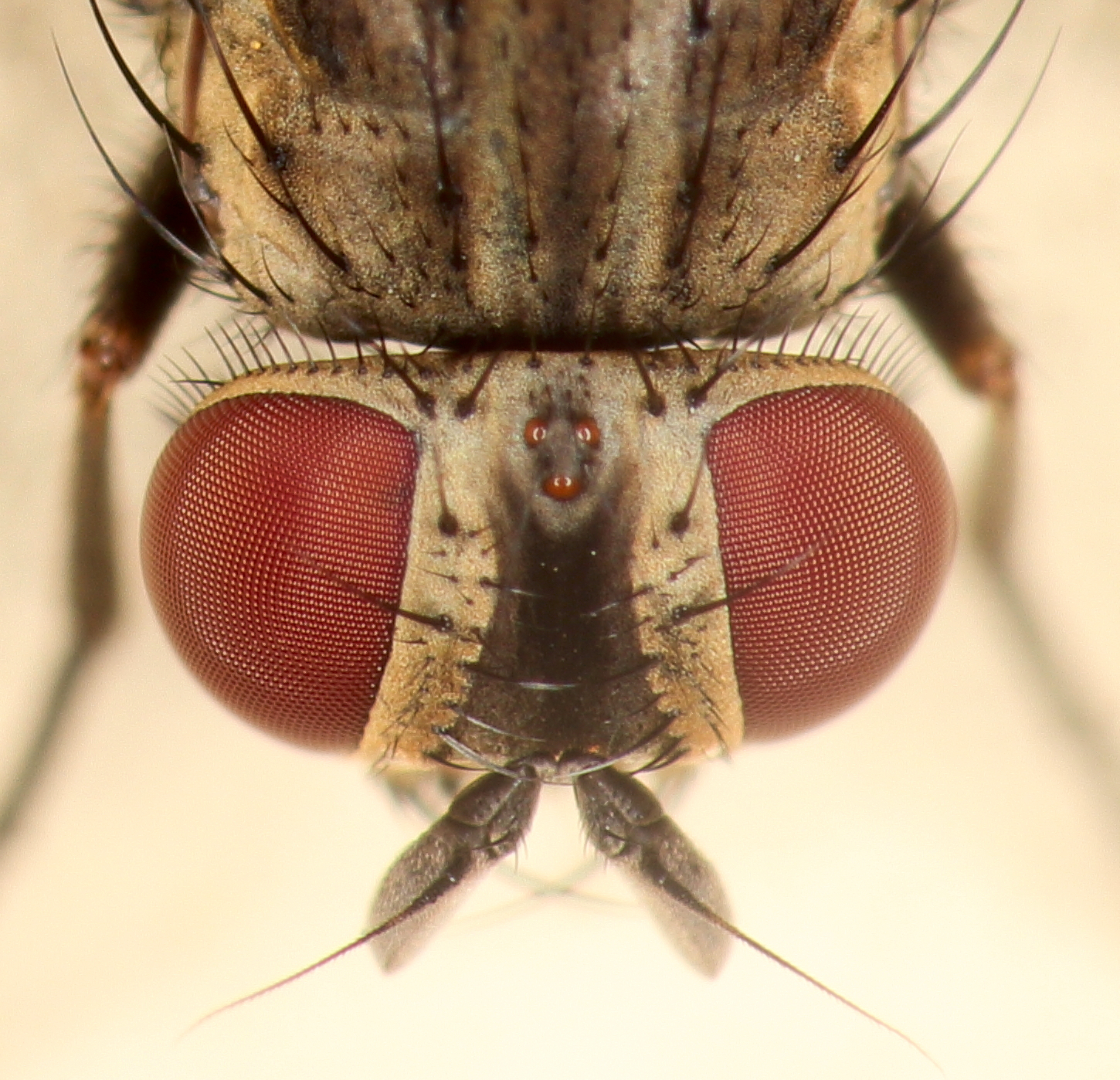
Cabeza de una hembra de mosca doméstica con dos grandes ojos compuestos y tres ocelli.

Los adultos pueden llegar a medir cerca de 5-8 mm de longitud y 13-15 mm de envergadura alar. Las hembras suelen tener alas más grandes que los machos, mientras que éstos tienen patas relativamente más largas. Las hembras tienden a variar más en tamaño y existe variación geográfica con individuos de mayor tamaño en latitudes más altas. La cabeza es fuertemente convexa por delante y plana y ligeramente cónica por detrás. El par de grandes ojos compuestos casi se tocan en el macho, pero están más separados en la hembra. Tienen tres ojos simples (ocelli) y un par de antenas cortas.
Las moscas domésticas procesan la información visual unas siete veces más rápido que los humanos, lo que les permite identificar y evitar los intentos de atraparlas o darles un espadazo, ya que ven efectivamente los movimientos del humano a cámara lenta con su mayor tasa de fusión de parpadeo.

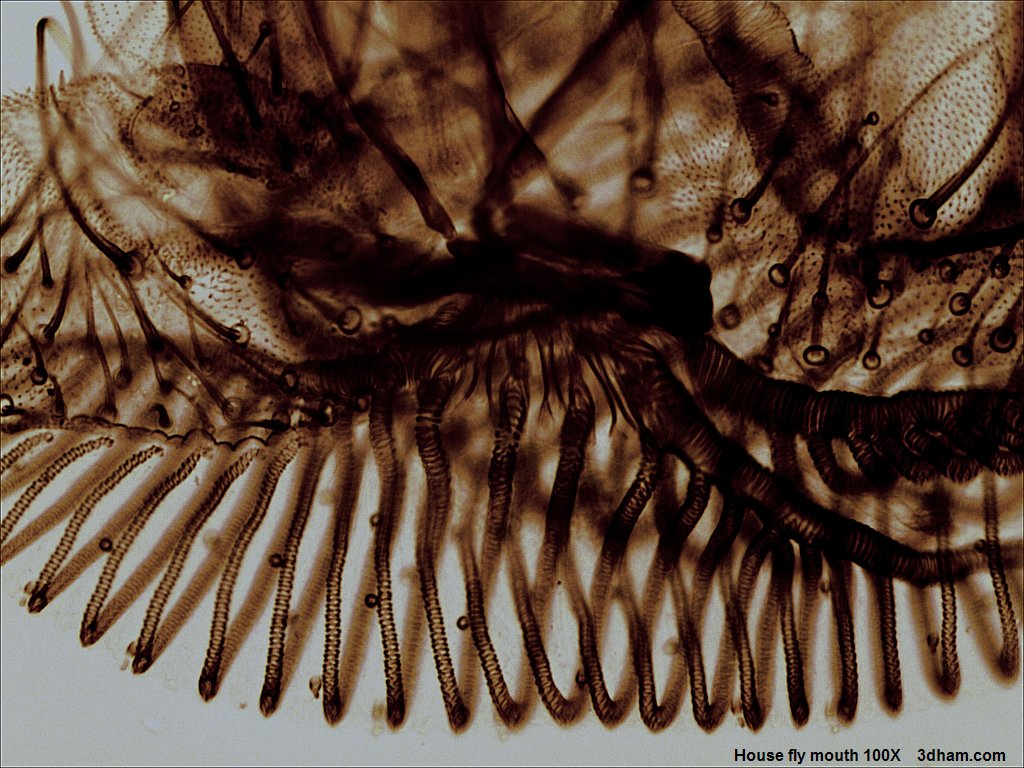
Partes bucales de la mosca doméstica, mostrando las pseudotráqueas, surcos semitubulares (bandas paralelas oscuras) utilizadas para succionar alimentos líquidos.

Las piezas bucales están especialmente adaptadas para una dieta líquida; las mandíbulas y los maxilares son reducidos y no funcionales, y las otras piezas bucales forman una probóscide retráctil y flexible con una punta carnosa agrandada, el labelo. Se trata de una estructura parecida a una esponja que se caracteriza por muchas ranuras, llamadas pseudotráqueas, que succionan fluidos por acción capilar. También se utiliza para distribuir saliva para ablandar alimentos sólidos o recoger partículas sueltas. Las moscas domésticas tienen quimiorreceptores, órganos del gusto, en el tarsi de sus patas, por lo que pueden identificar alimentos como azúcares al caminar sobre ellos. Las moscas domésticas a menudo se limpian las patas frotándolas entre sí, lo que permite a los quimiorreceptores probar de nuevo lo que pisan a continuación. Al final de cada pata hay un par de garras, y debajo de ellas hay dos almohadillas adhesivas, pulvilli, que permiten a la mosca doméstica subir por paredes y techos lisos utilizando fuerzas de Van der Waals. Las garras ayudan a la mosca doméstica a despegar el pie para dar el siguiente paso. Sobre superficies horizontales y verticales, las moscas domésticas caminan con una marcha común, con tres patas en contacto con la superficie y tres en movimiento. En superficies invertidas, modifican la marcha para mantener las cuatro patas pegadas a la superficie. Las moscas domésticas aterrizan en un techo volando directamente hacia él; justo antes de aterrizar, hacen un medio giro y apuntan con las seis patas a la superficie, absorbiendo el impacto con las patas delanteras y pegándose un momento después con las otras cuatro.

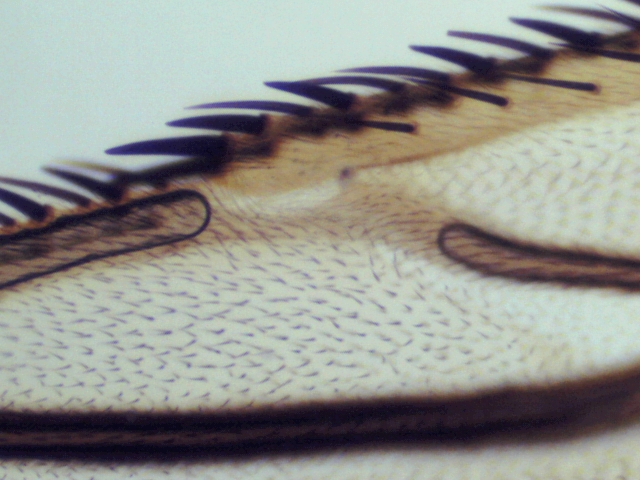
Un ala de una mosca doméstica bajo una ampliación de 250x.

El tórax es de un tono gris, a veces incluso negro, con cuatro bandas oscuras longitudinales de anchura uniforme en la superficie dorsal. Todo el cuerpo está cubierto de pelos cortos. Como otros dípteros, las moscas domésticas sólo tienen un par de alas; lo que sería el par posterior se reduce a pequeños halterios que ayudan a la estabilidad del vuelo. Las alas son translúcidas con un tinte amarillento en su base. Característicamente, la vena medial (M1+2 o cuarta vena larga) muestra una marcada curvatura hacia arriba. Cada ala tiene un lóbulo en la parte posterior, el calipter, que cubre el halterio. El abdomen es gris o amarillento con una franja oscura y marcas oscuras irregulares en el costado. Tiene diez segmentos que llevan espiráculos para la respiración. En los machos, el noveno segmento lleva un par de ganchos para la cópula, y el décimo lleva cercos anales en ambos sexos.

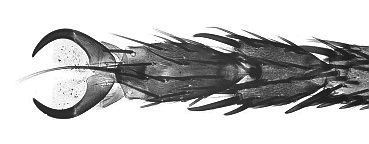
Micrografía del tarso de la pata mostrando garras y cerdas, incluyendo la central entre las dos pulvillas conocida como empodio.

Diversas especies de todo el mundo parecen similares a la mosca doméstica, como la mosca doméstica menor (Fannia canicularis); la mosca de los establos (Stomoxys calcitrans); y otros miembros del género Musca como la mosca de los arbustos australiana (M. vetustissima) y varios taxones estrechamente relacionados que incluyen M. primitiva, M. shanghaiensis, M. violacea, y M. varensis.: 161–167  La identificación sistemática de las especies puede requerir el uso de claves taxonómicas específicas de la región y puede requerir disecciones de las partes reproductoras masculinas para su confirmación.

## Ciclo vital
Cada hembra puede poner cerca de 500 huevos blancos en lotes de 75 a 150, de unos 1,2 mm de longitud. En las siguientes 24 horas las larvas eclosionan y comienzan a devorar restos orgánicos ricos en nutrientes. Tienen un color pálido y un tamaño de 3 a 9 mm de longitud, en forma de huso con la boca terminal, y sin patas. Tras la alimentación se transforman en pupa, coloreadas de rojo o marrón y de 8 mm de longitud. Al concluir la metamorfosis, el adulto rompe un extremo de la pupa con un corte circular y vuela en busca de congéneres para aparearse y concluir su ciclo vital. Los adultos pueden vivir medio mes en la naturaleza, pudiéndose prolongar este tiempo en el laboratorio.

## Ecología

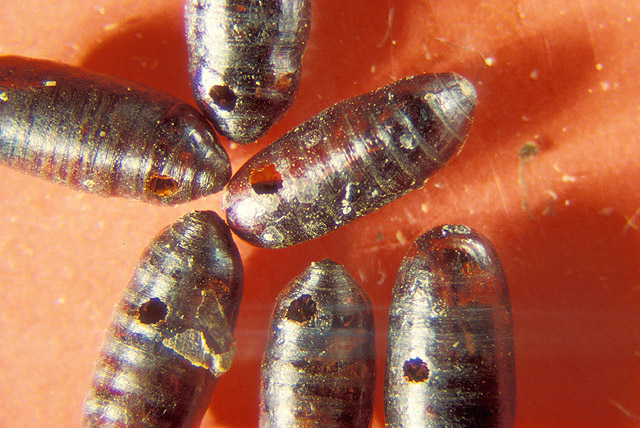
Pupas de mosca doméstica muertas por larvas de avispa parasitoide: Cada pupa tiene un agujero por el que ha emergido una única avispa adulta; las larvas de avispa se alimentaron de las larvas de mosca doméstica.

Las moscas domésticas desempeñan un importante papel ecológico en la descomposición y reciclaje de la materia orgánica. Los adultos son principalmente carnívoros; su alimento principal es materia animal, carroña y heces, pero también consumen leche, sustancias azucaradas y fruta y verdura en descomposición. Los alimentos sólidos los ablandan con saliva antes de ser succionados. Pueden ser oportunistas alimentándose de sangre.: 189  Las moscas domésticas tienen una relación de mutualista con la bacteria Klebsiella oxytoca, que puede vivir en la superficie de los huevos de la mosca doméstica y disuadir a los hongos que compiten con las larvas de la mosca doméstica por los nutrientes.
Las moscas domésticas adultas son diurnas y descansan por la noche. Si se encuentran en el interior de un edificio al anochecer, tienden a congregarse en techos, vigas y cables aéreos, mientras que al aire libre, se arrastran entre el follaje o la hierba larga, o descansan en arbustos y árboles o en cables. En climas más fríos, algunas moscas domésticas hibernan en invierno, eligiendo para ello grietas y hendiduras, huecos en carpintería y los pliegues de las cortinas. Se despiertan en primavera, cuando el tiempo se calienta, y buscan un lugar donde poner sus huevos.
Las moscas domésticas tienen muchos depredadores, como aves, reptiles, anfibios, diversos insectos y arañas. Los huevos, larvas y pupas tienen muchas especies de parásitos y parasitoides específicos de cada estadio. Algunos de los más importantes son las avispas parásitas Muscidifurax uniraptor y Spalangia cameroni; éstas ponen sus huevos en el tejido de las larvas de la mosca doméstica y sus crías completan su desarrollo antes de que las moscas domésticas adultas puedan emerger de las pupas. Escarabajos Histers se alimentan de larvas de mosca doméstica en los montones de estiércol y el ácaro depredador Macrocheles muscae domesticae consume huevos de mosca doméstica, cada ácaro come 20 huevos al día.

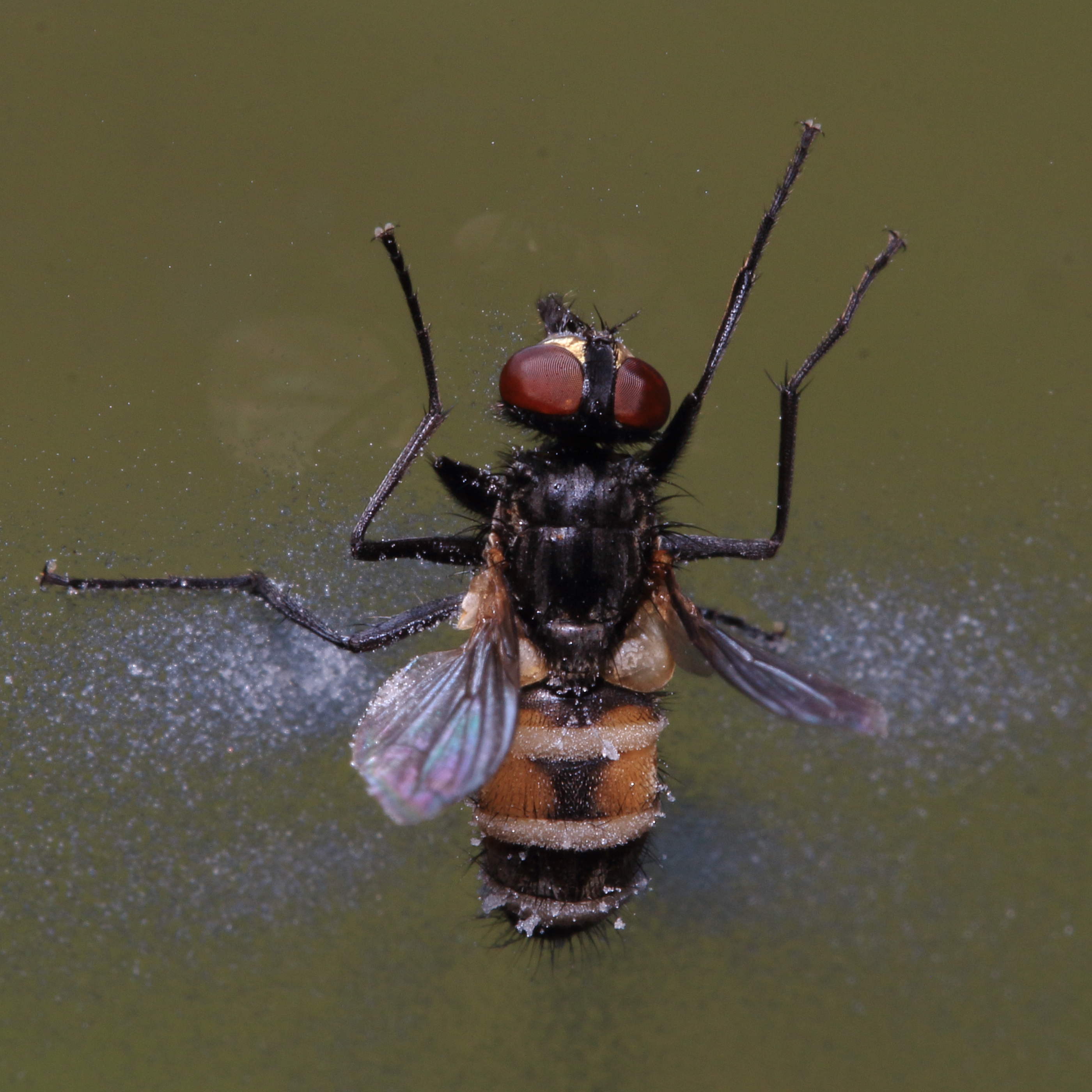
Mosca doméstica muerta por el hongo patógeno Entomophthora muscae

Las moscas domésticas a veces transportan pasajeros foréticos (no parasitarios), incluidos ácaros como Macrocheles muscaedomesticae' y el pseudoescorpión Lamprochernes chyzeri.
El hongo patógeno Entomophthora muscae causa una enfermedad mortal en las moscas domésticas. Tras la infección, las hifas fúngicas crecen por todo el cuerpo, matando a la mosca doméstica en unos cinco días. Se sabe que las moscas domésticas infectadas buscan altas temperaturas que puedan suprimir el crecimiento del hongo. Las hembras afectadas tienden a ser más atractivas para los machos, pero las interacciones hongo-hospedador no se han comprendido del todo. La mosca doméstica también actúa como huésped alternativo del nematodo parásito Habronema muscae que ataca a los caballos. Un virus que causa el agrandamiento de las glándulas salivales, el virus de la hipertrofia de las glándulas salivales (SGHV), se propaga entre las moscas domésticas a través del contacto con los alimentos y las hembras infectadas se vuelven estériles.

## Moscas y humanos
Conviven con el hombre, con tendencia a agregarse aunque son muy poco sociables. Pueden ser portadoras de enfermedades infecto-contagiosas que pueden transmitir al consumir alimentos humanos, los que contaminan, cuando luego son ingeridos por humanos. La vía de contaminación de alimentos es doble: por contacto de las comidas anteriores que suelen regurgitar antes de alimentarse. Algunas de las enfermedades susceptibles de transporte vectorial por M. domestica son fiebres tifoideas, cólera, salmonelosis, disentería de bacilos, tuberculosis, ántrax Maligno, y también gusanos parásitos. Excepcionalmente también pueden ocasionar miasis.
Algunas variedades pueden ser inmunes a insecticidas. Estos insectos son una de las peores plagas domésticas, superando a los mosquitos, hormigas y cucarachas.

## Subespecies
Se reconocen las siguientes subespecies:
- M. d. calleva Walker, 1849
- M. d. domestica Linnaeus, 1758
- M. d. vicina

## Galería de imágenes

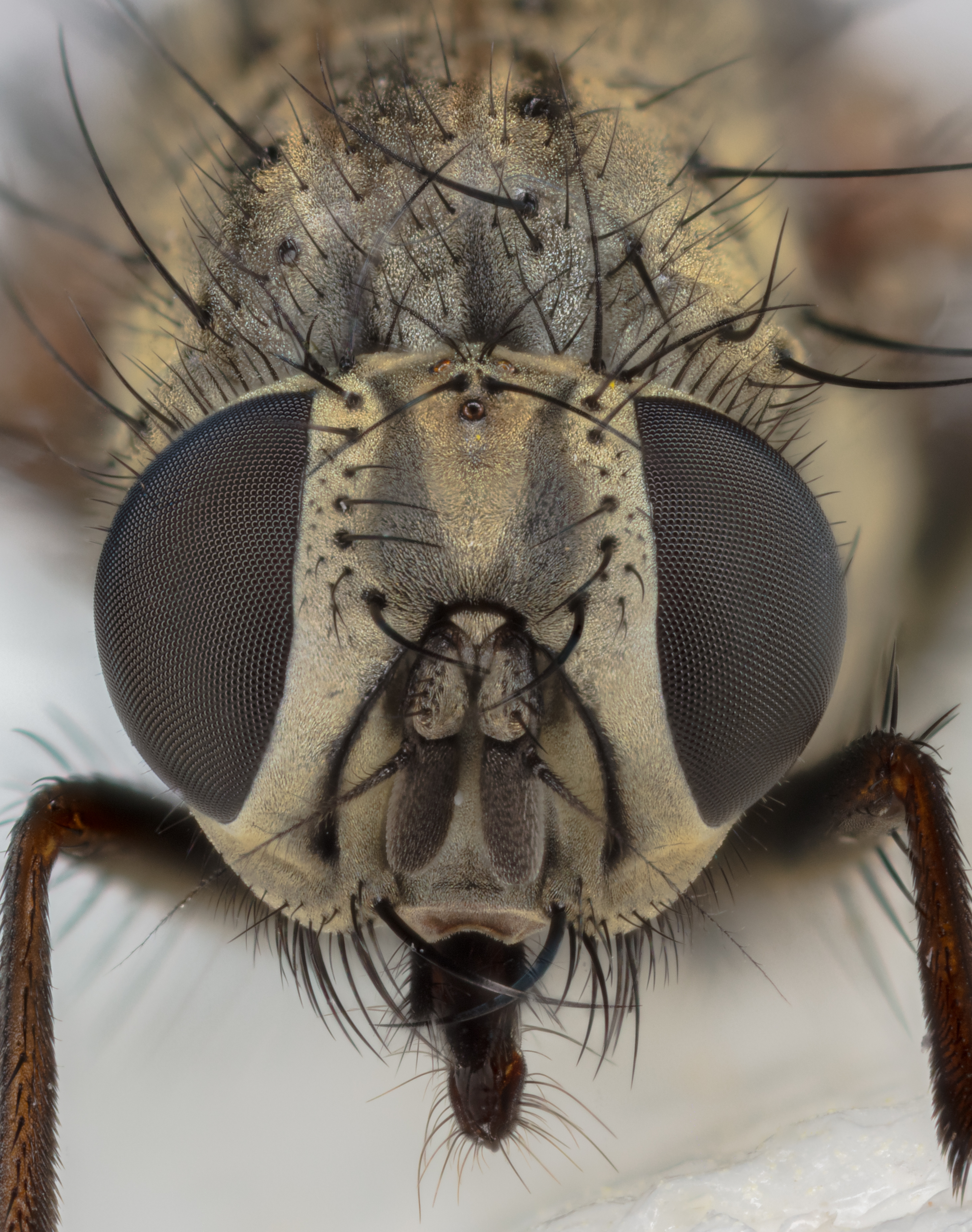
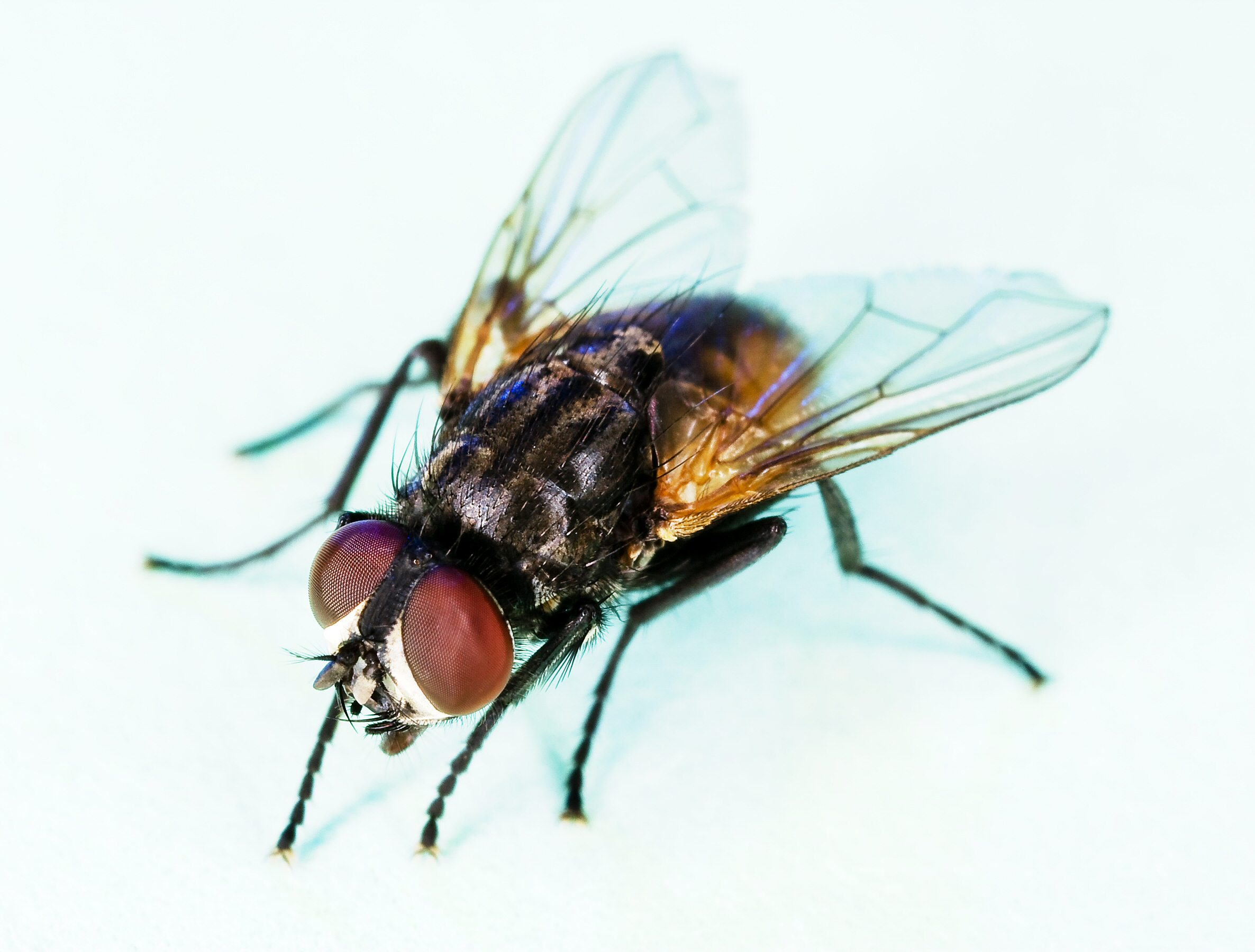
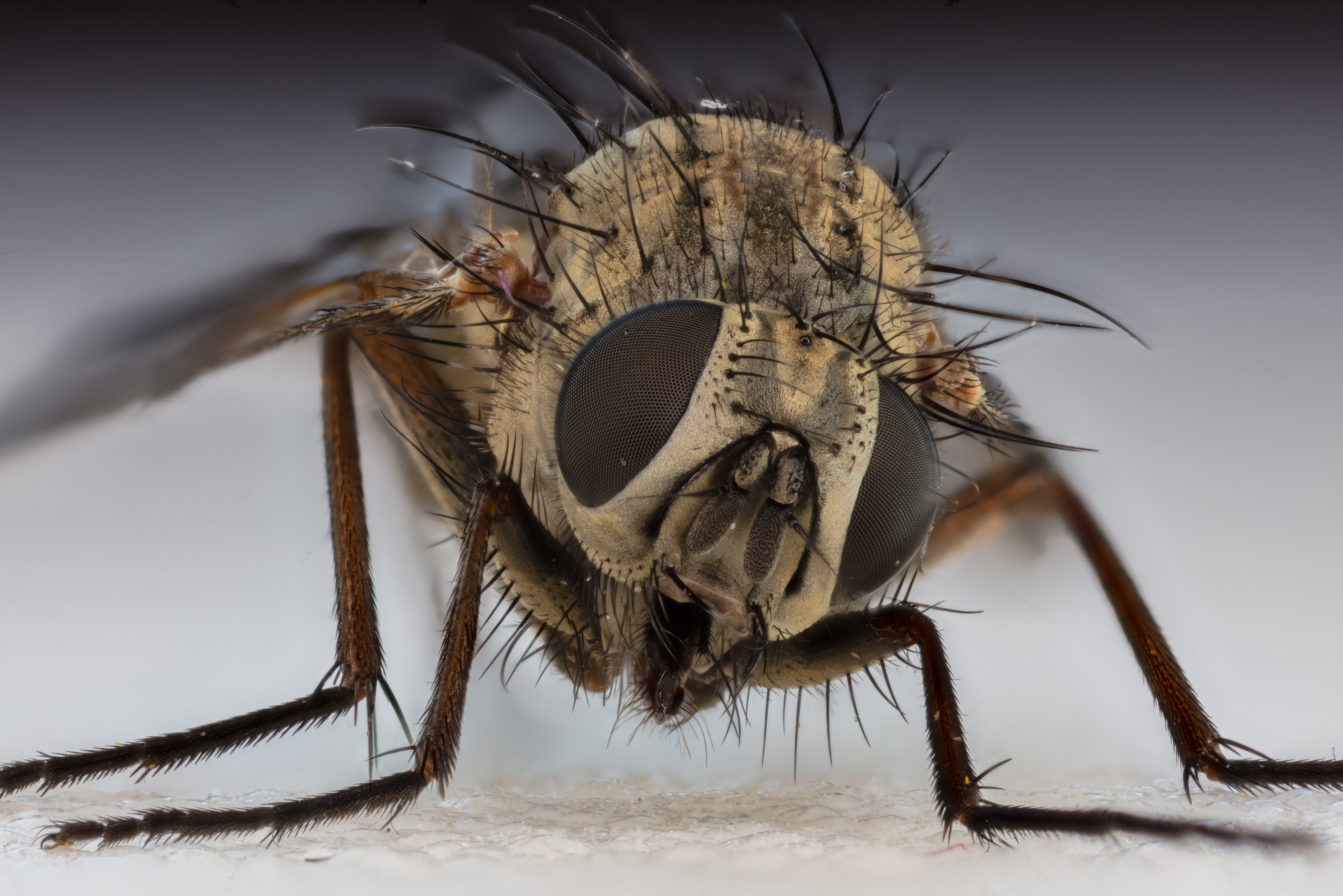
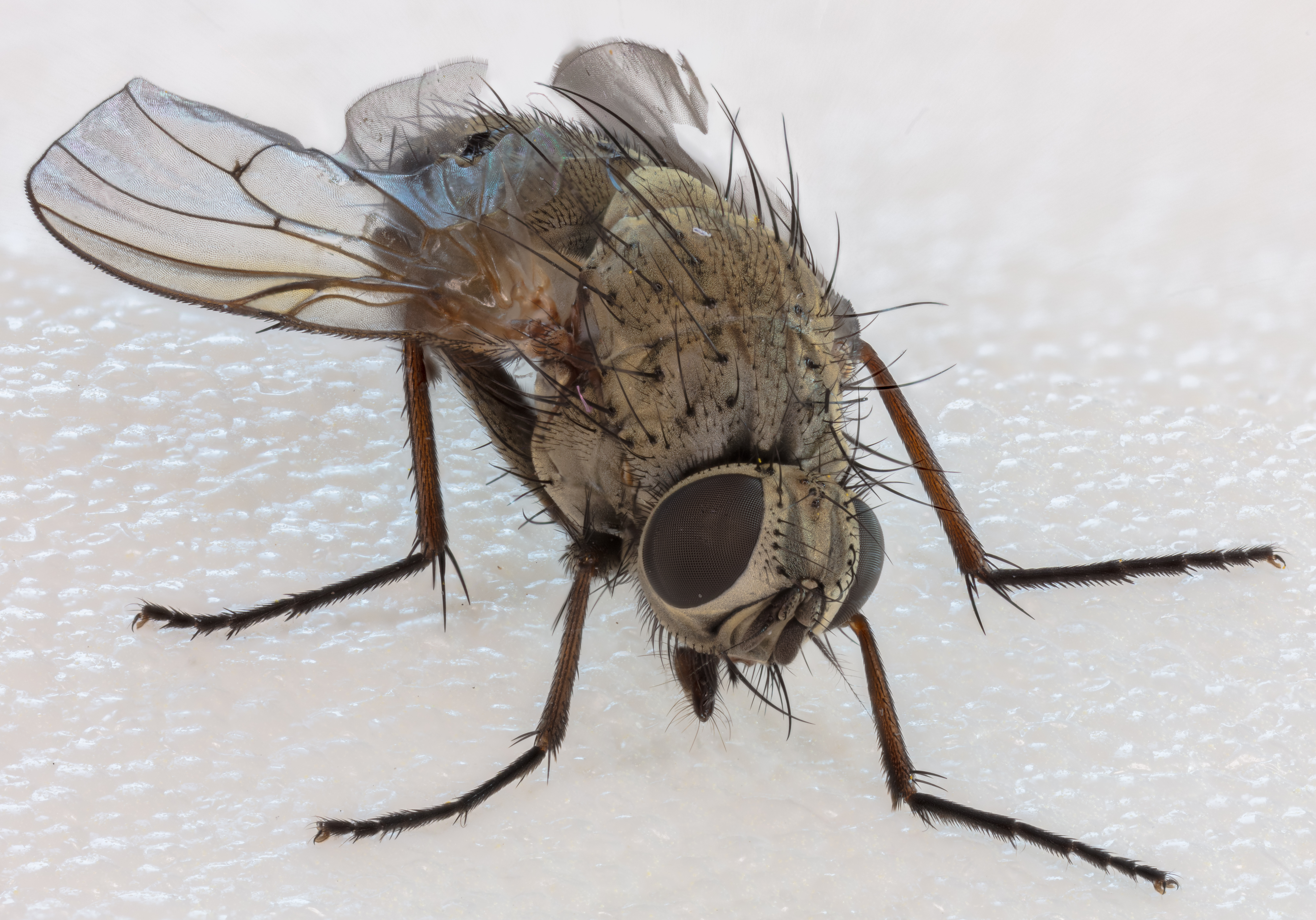
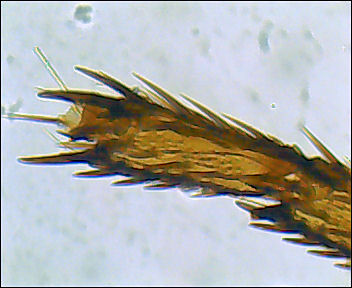
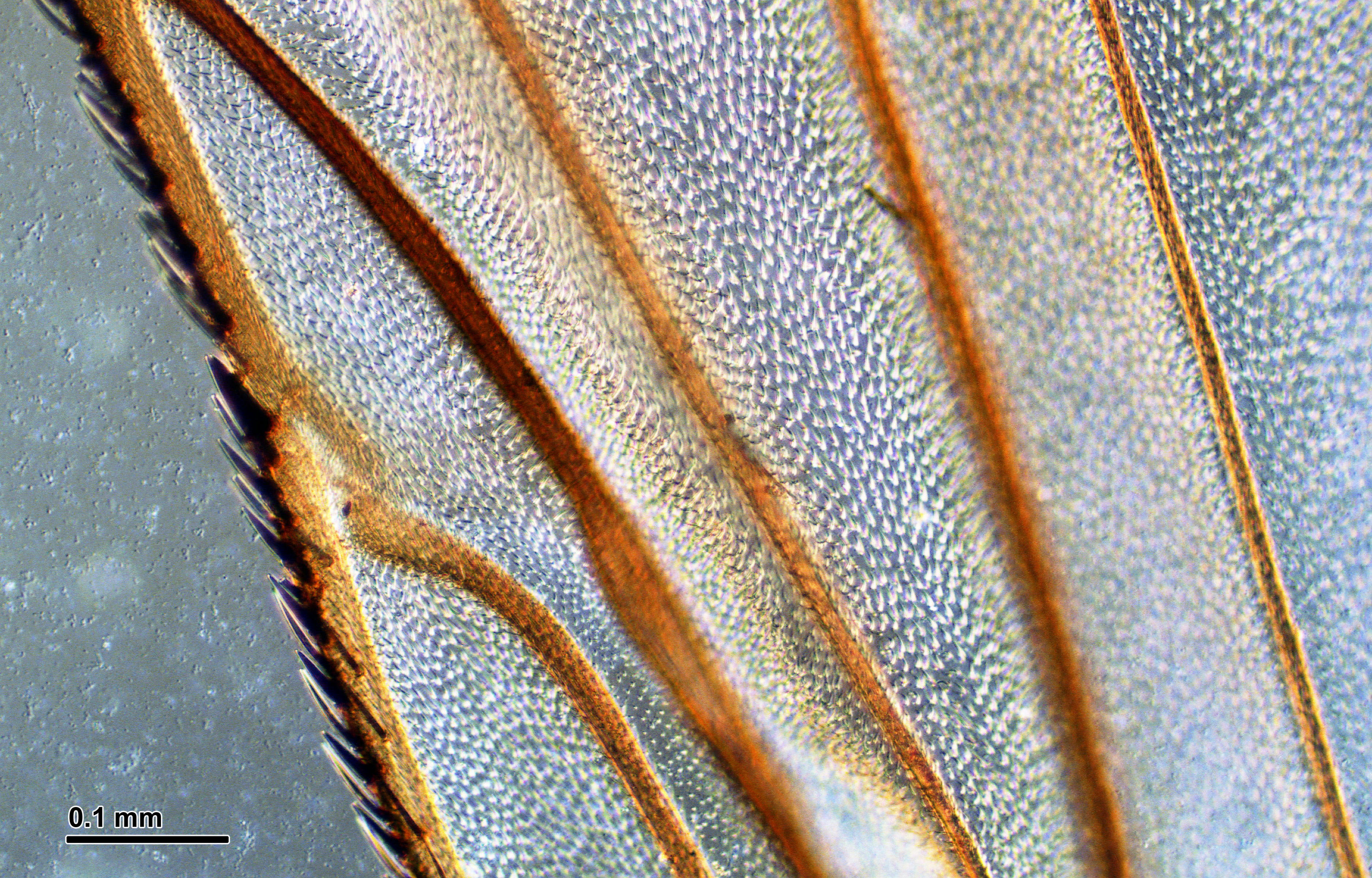
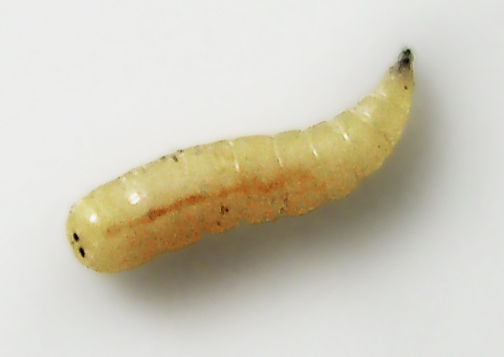
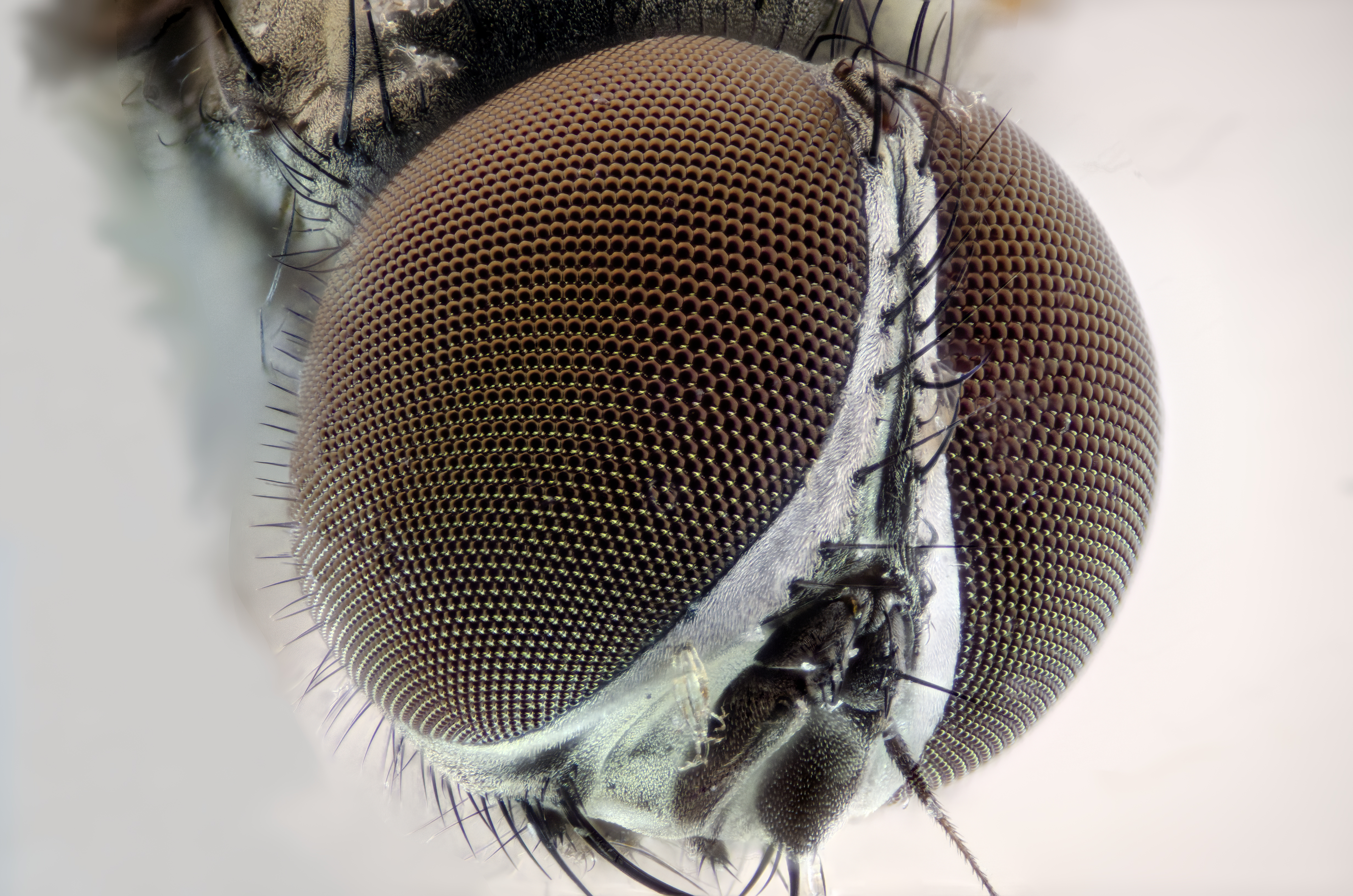